# Речичаны
Речичаны (укр. Речичани) — село в Городокской городской общине Львовского района Львовской области Украины.
Население по переписи 2001 года составляло 578 человек. Занимает площадь 14,06 км². Почтовый индекс — 81520. Телефонный код — 3231.